# Línguas malaio-polinésias
As línguas malaio-polinésias formam um subgrupo das línguas austronésias, com aproximadamente 351 milhões de falantes, espalhados por todas as nações e ilhas do Sueste Asiático e do oceano Pacífico (Polinésia), com um número menor que habita a Ásia continental. O malgaxe é um membro isolado da família, falado na África, na ilha de Madagascar, situada no oceano Índico.
Uma característica marcante das línguas malaio-polinésias é uma tendência em se utilizar o redobro (recurso onde toda uma palavra ou parte dela é repetida, como em wiki-wiki) para exprimir o plural. Além disso, da mesma maneira que as outras línguas austronésias, também possuem fonologias simples; os textos possuem poucos fonemas, embora freqüentes, e quase nunca apresentam encontros consonantais (como str ou mpt). Boa parte delas também apresenta apenas um pequeno conjunto de vogais, na maioria das vezes apenas as cinco básicas.

## Classificação
As línguas malaio-polinésias partilham diversas inovações fonológicas e léxicas com as línguas formosanas orientais, incluindo a nivelação das consoantes proto-austronésias *t, *C para /t/ e *n, *N para /n/, uma mudança de *S para /h/, e vocabulário, como *lima ("cinco"), que não é encontrado nas outras línguas formosanas.
O malaio-polinésio é dividido em dois ramos, ocidental ("Hesperonésio") e centro-orientais. O ramo ocidental é um agrupamento geográfico definido como unidade lingüística; é descrito como aquelas línguas malaio-polinésias que se estabeleceram no ramo centro-oriental. Nas classificações recentes algumas de suas línguas são inseridas num grupo dito "exterior", como um ramo primário do malaio-polinésio, enquanto o resto permanece num grupo "interior" dentro do ramp malaio-polinésias nucleares. Estes grupos "interior" e "exterior" também são chamados de línguas borneano-filipinas e línguas Sunda-Sulawesi, indicando seu alcance geográfico.
Línguas borneano-filipinas (também ditas malaio-polinésias ocidentais exteriores, ou hesperonésias exteriores)
São faladas por cerca de 130 milhões de falantes, e incluem o tagalog, o cebuano, o ilocano, o hiligaynon, o bicolano, o kapampangan, o Waray-Waray, e o malgaxe.
Línguas malaio-polinésias nucleares
Línguas Sunda-Sulawesi (também ditas malaio-polinésias ocidentais interiores, ou hesperonésias interiores)
São faladas por cerca de 230 milhões de falantes, e incluem o malaio, o malaio indonésio, o sundanês, o javanês, o achém, o chamorro e o palauense.
Línguas malaio-polinésias centro-orientais
Incluem o gilbertês, o nauruano, o romang, o havaiano, o maori, o samoano, o taitiano, o tonganês e o tuvaluano